# Pense à moi (album)
Pour la chanson de Johnny Hallyday, voir Pense à moi (chanson).
Albums de Éric Charden
C'est boum la vie Promène
Pense à moi est un album d'Éric Charden, sorti en 1977.

## Liste des titres
1. Pense à moi
2. Le calendrier
3. La première fille, la dernière femme
4. T'es mon copain, t'es mon frère
5. Surtout danser
6. Travelling man
7. Un message pour Mary
8. Le Spleen
9. Je t'aime
10. Joue contre joue, 16 ans 16 ans